# Du grisbi au Caire
Pour les articles homonymes, voir Grisbi (homonymie).
Pour plus de détails, voir Fiche technique et Distribution.
Du grisbi au Caire (La sfinge sorride prima di morire - Stop Londra) est un film d'aventure italo-égypto-ouest-allemand sorti en 1964 et réalisé par Duccio Tessari.

## Fiche technique
Sauf indication contraire, les informations mentionnées dans cette section peuvent être confirmées par la base de données cinématographiques IMDb,  présente dans la section « Liens externes ».
- Titre original italien : La sfinge sorride prima di morire - Stop Londra
- Titre français : Du grisbi au Caire[1]
- Réalisateur : Duccio Tessari
- Scénario : Guido Zurli, Duccio Tessari
- Producteurs : Gabriele Silvestri, Franco Palombi
- Photographie : Franco Villa (it)
- Montage : Franco Fraticelli
- Musique : Mario Migliardi
- Décors : Demofilo Fidani
- Costumes : Mila Vitelli
- Société de production : Italcine T.V., Top Films Productions, Egyptian General Company for International Film Production, Co. Pro. Film
- Pays de production :  Italie -  Allemagne de l'Ouest -  Égypte
- Langue de tournage : italien
- Format : Couleur (Eastmancolor) - 2,35:1 - son mono - 35 mm
- Genre : Film d'espionnage, Film d'aventure
- Durée : 95 minutes (1h35)
- Date de sortie :	
  - Italie : 4 septembre 1964
  - France : 5 juillet 1967
- Affiche : Constantin Belinsky (France)

## Distribution
- Tony Russel : Thomas
- Maria Perschy : Hélène Blomberg
- Maria Laura Rocca (sous le nom de Manuela Kent) : Martha
- Ivan Desny (sous le nom de Juan Desny) : Professeur Green
- Salah Zulfikar : Achmed
- Gigi Ballista : L'agent de la Lloyd's of London
- Tullio Altamura (en) (sous le nom de Tor Altmayer)
- Evar Maran: Tchurov
- Giuseppe Fortis (sous le nom de Joseph Fortis) : Alain Nol
- Joe Kamel
- Franco Ressel